# Misión El Descanso
Misión El Descanso de San Miguelito originalmente Misión San Miguel la Nueva, fue una misión española ubicada en lo que actualmente es el Municipio de Playas de Rosarito, Baja California. Fundada por el misionero dominico Tomás de Ahumada en 1817,  fue la octava fundación efectuada y localizada en el valle de Los Médanos, en una zona habitada durante mucho tiempo por el pueblo kumiai. Esta Misión es producto de la relocalización de la Misión de San Miguel Arcángel o de la Frontera, 14 kilómetros hacia el sur. Su construcción fue de adobes. La Misión fue abandonada en 1834.
La misión fue la penúltima misión dominicana en fundarse y es la misión más al norte de México. Hoy en día, sólo sobreviven cimientos de piedra y muros de adobe en ruinas. Este sitio misional es el único que pertenece al municipio de Rosarito, el resto de misiones que corresponden a la parte de Baja California se encuentran en los municipios de Ensenada y San Quintín.

## Historia

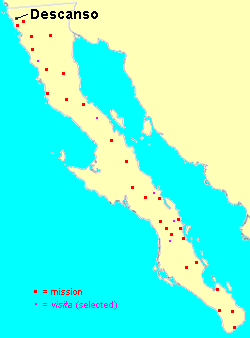
Ubicación de la Misión El Descanso entre las misiones españolas en Baja California

Debido a las frecuentes inundaciones de la Misión San Miguel de la Frontera por el Río Guadalupe, el misionero Tomás de Ahumada buscó otro sitio ubicado en un terreno más alto. El sitio preferido se ubicó 13 kilómetros (8,1 mi) al norte en la cabecera de una cresta que domina un arroyo confiable y el océano. En 1810 se estableció como Misión San Miguel la Nueva. Las ventajas adicionales del sitio incluyeron la ubicación al norte, más cerca del Presidio de San Diego, así como el potencial agrícola y pastoril del valle del río. 
En 1830, el padre Félix Caballero supervisó la construcción de una iglesia de adobe y una fortificación de unos 600 metros (2.000 pies) al norte del sitio original. Esto ha sido punto de conflicto, para algunos historiadores ambos sitios misioneros fueron administrados de manera cooperativa y colectiva pasando a denominarse Misión El Descanso, para otros la Misión El Descanso es una relocalización de la Misión de San  Miguel.
En 1834, tras el Decreto para la Secularización de las Misiones de California, la Misión El Descanso dejó de funcionar. En ese momento tenía una población de sólo 254 habitantes, incluidos los de la Misión San Miguel ya que se administraban juntas. En 1853, la misión quedó desierta y cayó en ruinas.

## Complejo de misiones
La iglesia, la sacristía y las dependencias misionales eran las estructuras principales y formaban un cuadrado. En la región pero a kilómetros de distancia había un jardín, una bodega y huertos. Se utilizaba un sistema de riego típico de las misiones de este tipo, el cual utilizaba un depósito y la gravedad para llevar el agua en acequias a los campos. La protección pudo haber sido proporcionada por un pequeño fuerte, ubicado en una colina al sur donde se ubica el antiguo cementerio. 
Por su cercanía al Océano Pacífico, la Misión El Descanso se involucró en el comercio marítimo con barcos que recorrían sus costas en busca de mercancías como pieles de nutria, sal, sebo, hortalizas y granos.

### Construcción

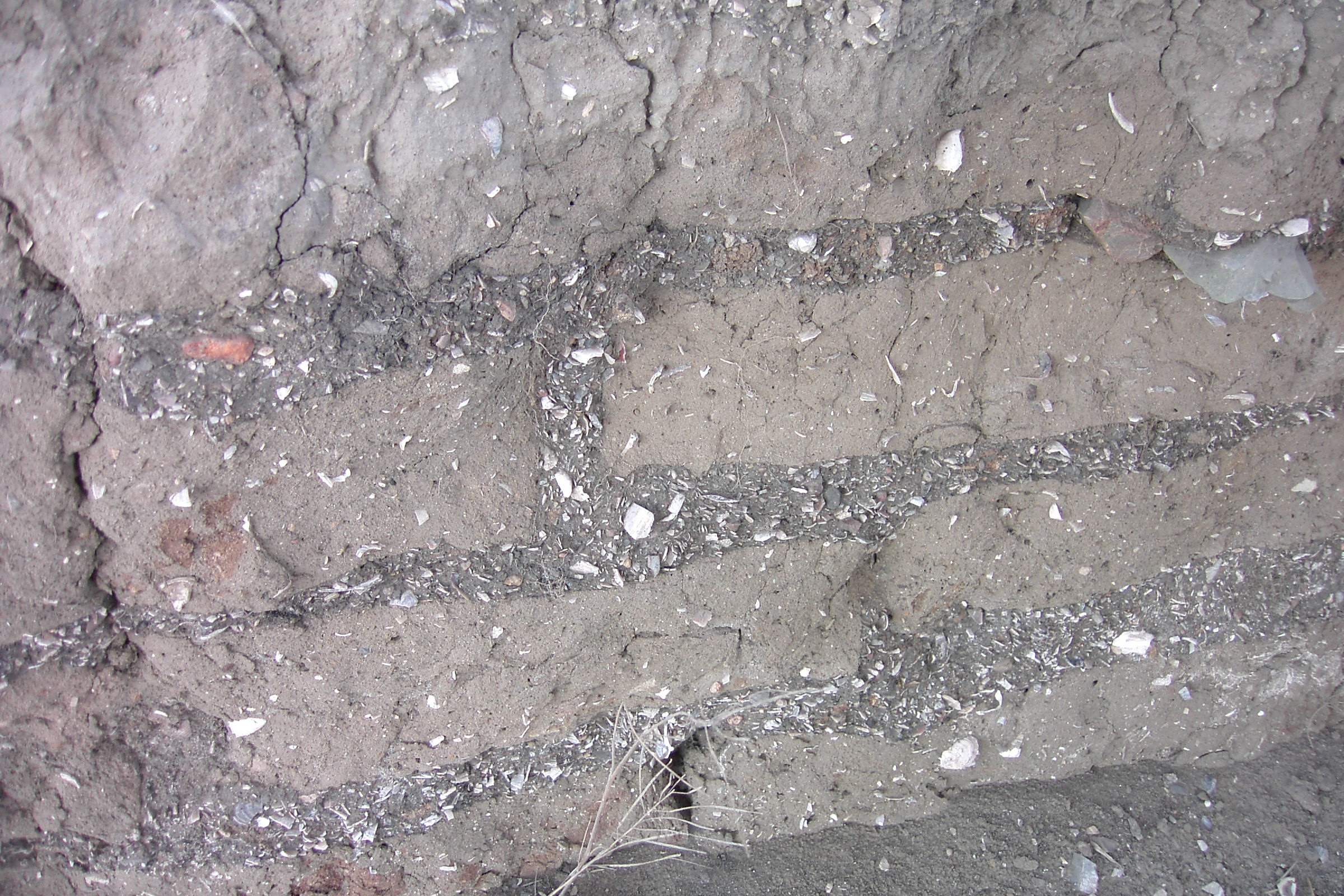
Detalle de los muros de adobe de la misión: se ven claramente los cascos triturados

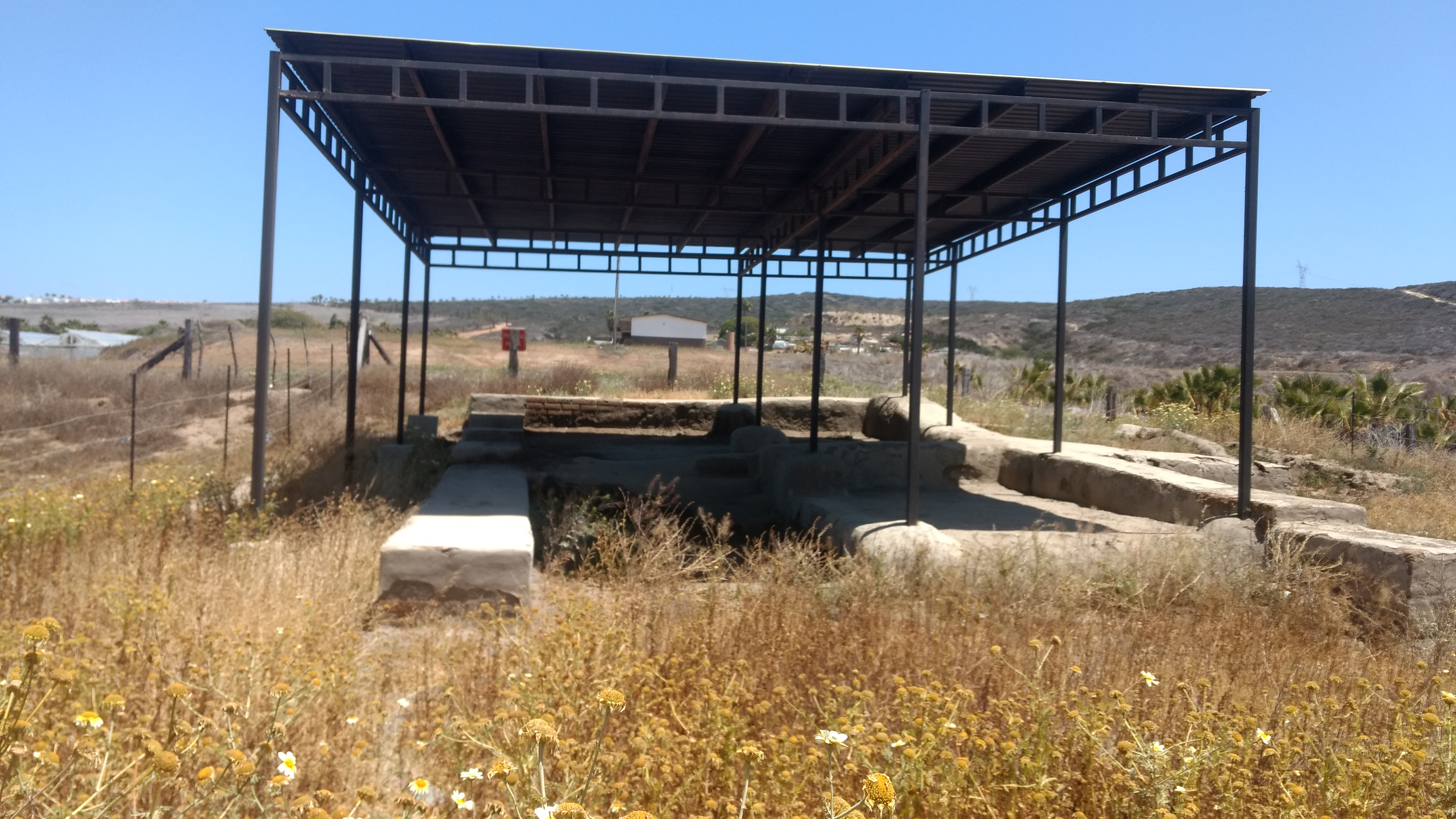

La construcción estaba elaborada con ladrillos de adobe, cimientos circulares colocados a una profundidad de 80 centímetros y cementados con un mortero de arcilla, arena y cal. Los ladrillos descansaban sobre los cimientos  cementados con la misma mezcla y colocados de forma alterna para darle mayor resistencia y estabilidad a las paredes. Los muros tenían entre 0,90 y 1,10 metros de espesor. Las paredes probablemente alcanzaron una altura de 4.5 metro (15 pies). Los techos estaban entrelazados con ramas de junco sobre vigas de roble y los pisos eran de teja de adobe. El adobe se elaboraba con tierra, agua, arcilla y arena de la zona; a diferencia de los otros complejos misioneros de la zona, estos se mezclaron con guijarros y conchas trituradas en lugar de la habitual paja, para endurecer el material.

## Características geográficas
Las ruinas de la misión se encuentran en el valle de El Descanso, a orillas del arroyo del mismo nombre, que desemboca en un pequeño estero. En la zona se pueden observar grandes dunas costeras formadas por los fuertes vientos del mar.
Los misioneros descubrieron en esta región un clima templado, húmedo y tierras fértiles, con la vegetación característica de arbustos costeros como juncos, berros, verdolagas, totoras, mostazas, manglares, palos de grasa, encinos costeros, manzanita, yuca, miel de mezquite, sauce rojo, cholla y nuez de cabra. La producción agrícola se vio favorecida por el clima húmedo, permitiendo el cultivo de trigo, cebada y maíz, así como diversidad de frutas y hortalizas. La huerta y el viñedo estaban ubicados en la parte oriental del valle. También se practicaba la ganadería, los animales criados incluían ganado vacuno, ovino, caprino, caballo y mula.

### Fauna
Los animales que habitaban la región incluían zorro rojo, tejón, zorrillo, coyote, venado, puma, gato montés, liebre, conejo, ardilla, codorniz de California, serpiente de cascabel, varias serpientes de agua y lagartos.
Como el mar estaba cerca, el mar proporcionaba otras fuentes de alimento, como langosta, abulón, almeja, mejillón, pulpo, lubina, atún, pequeños tiburones, rayas y sardina. 

## Conservación

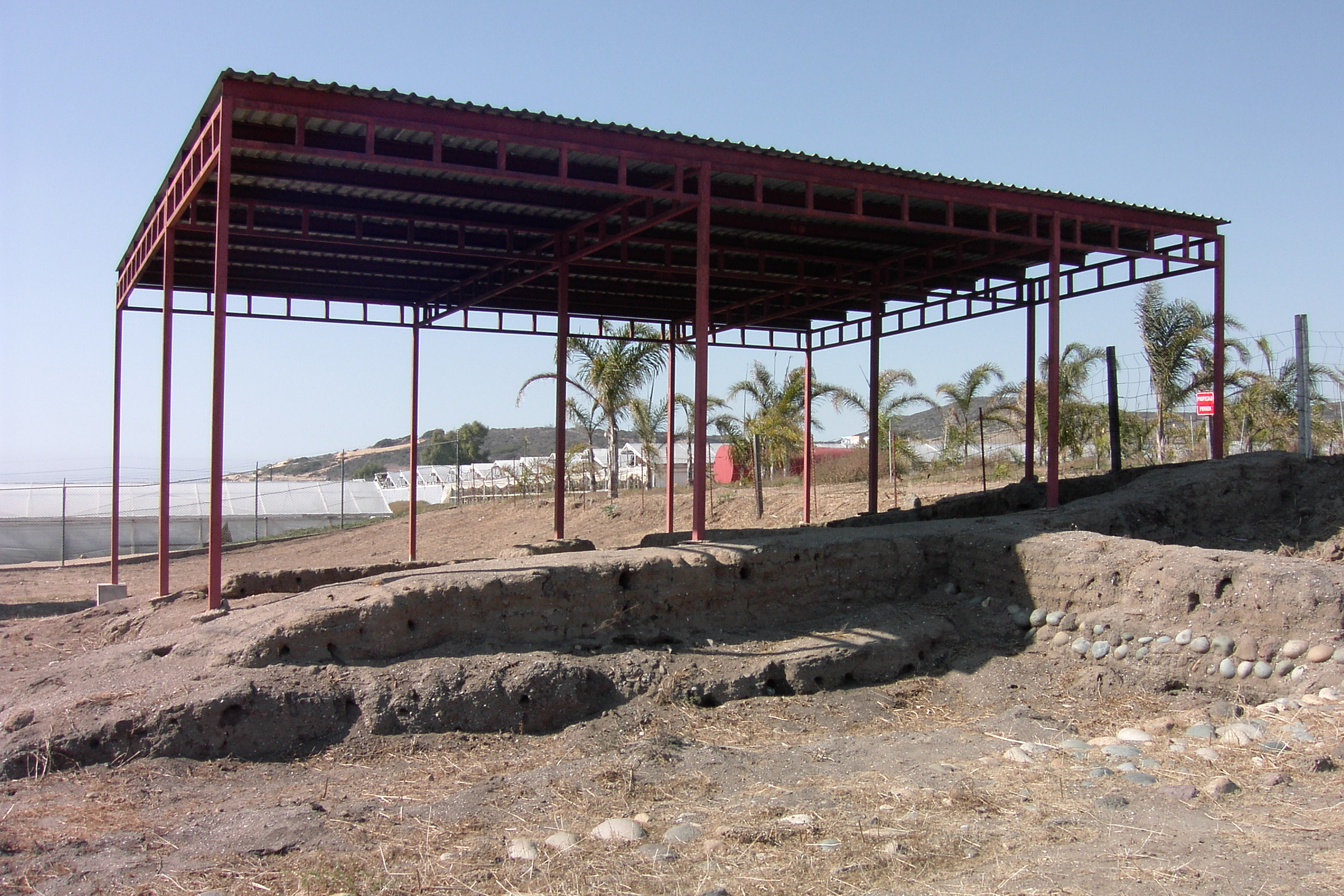
Revestimiento metálico sobre los restos de la misión.

De la misión original, sólo quedan los cimientos, partes de los muros de la misión y una dependencia. Se han  realizado esfuerzos para preservar y estudiar las ruinas de la Misión El Descanso en colaboración con el Instituto Nacional de Antropología e Historia (INAH) de México. Se instaló una cubierta metálica provisional para proteger los pisos de baldosas de adobe restantes, las paredes de adobe y los cimientos de los elementos. También se realizaron excavaciones arqueológicas exploratorias en el sitio en 1997. Sin embargo al no tener una apariencia estética de carácter monumental en su componente material, se ha mostrado un desinterés en la inversión de capital para cualquier tipo de actividad de conservación, investigación o difusión de su conocimiento.

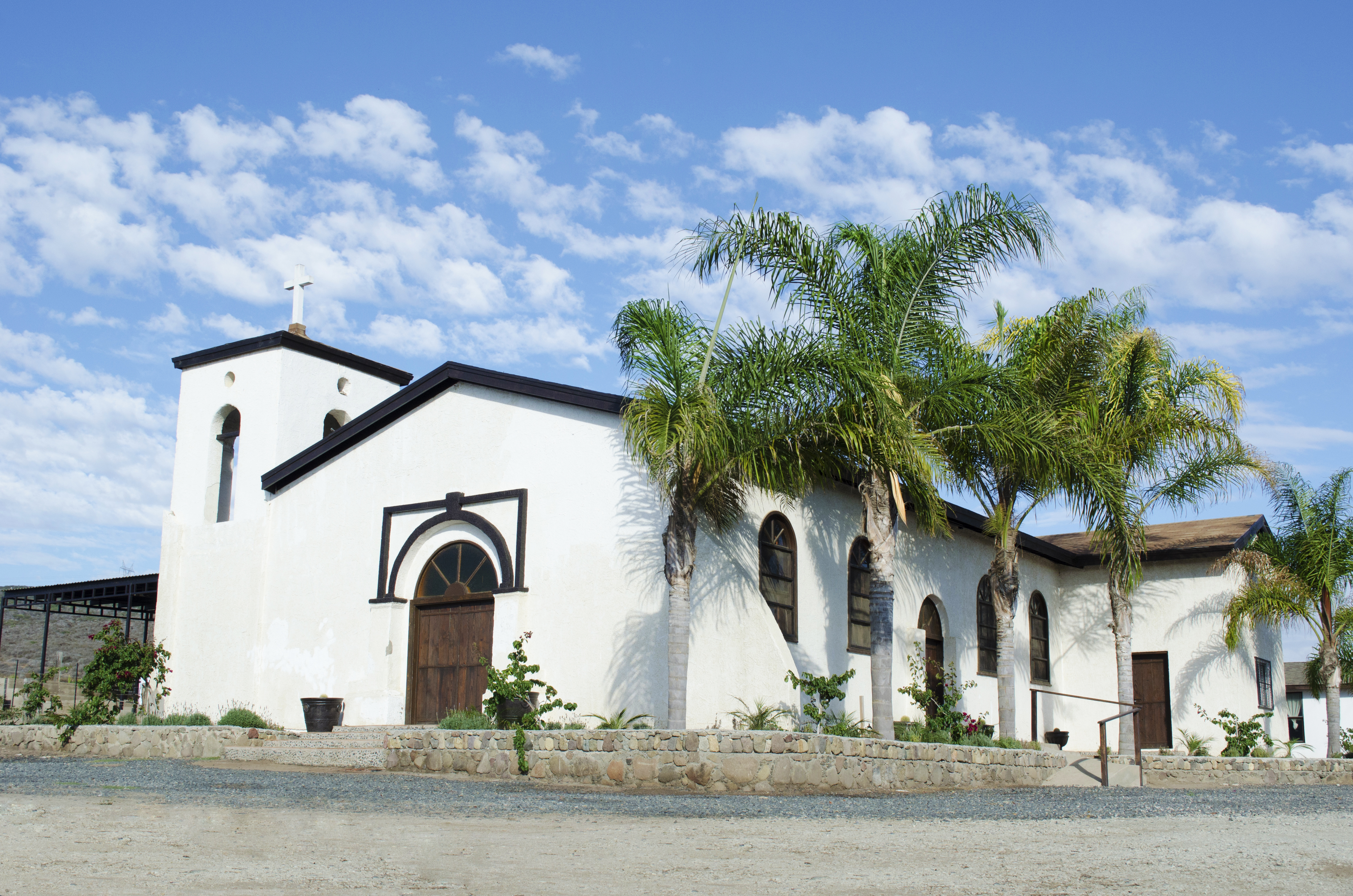
La nueva iglesia misionera.

## Iglesia del Descanso

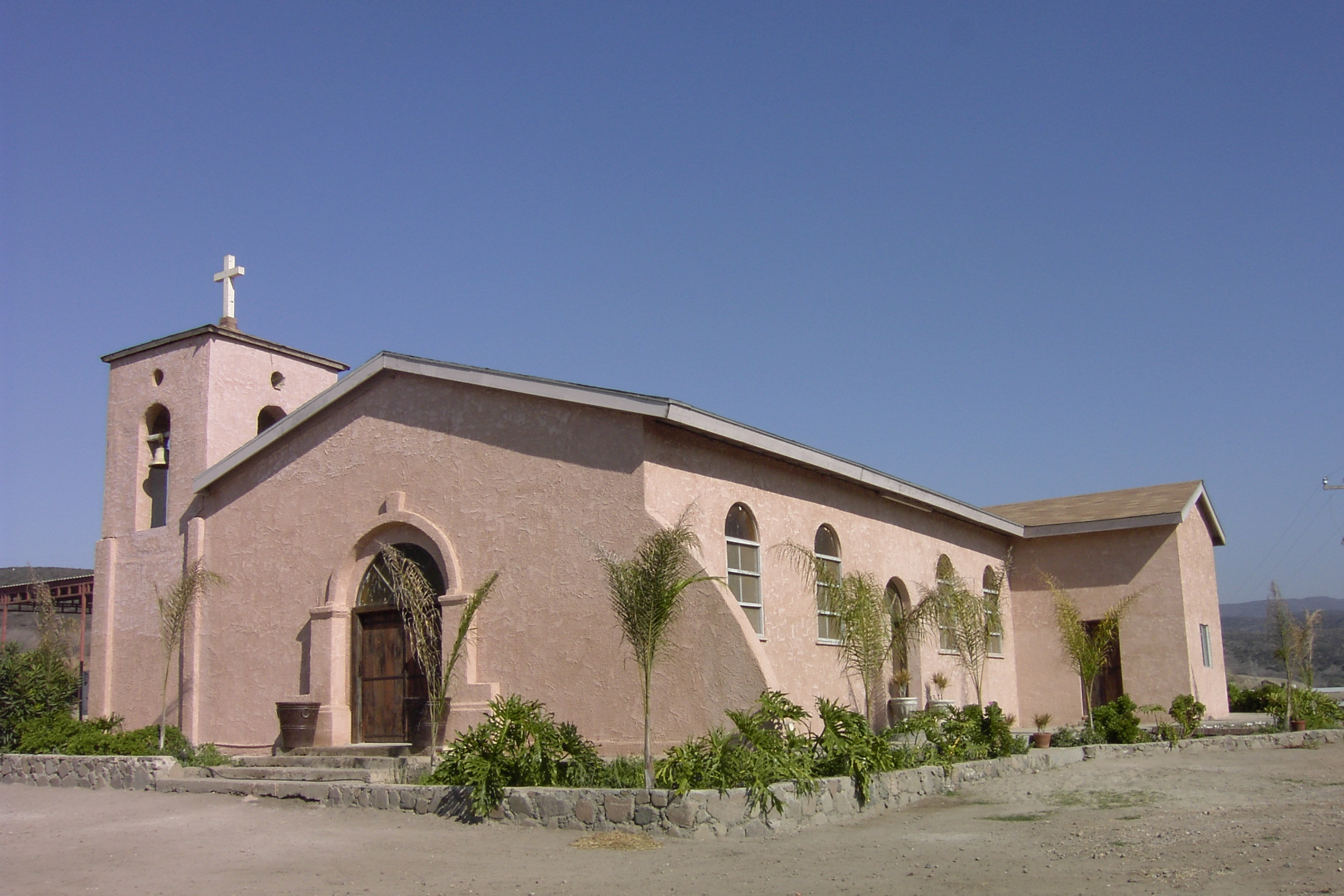
Iglesia El Descanso, construida en el sitio de la Misión Dominicana El Descanso de 1830

La Iglesia El Descanso (oficialmente Iglesia de San Miguel Arcángel) es una nueva Iglesia de Estilo Renacimiento Misionero que fue construida en el sitio de la Misión Dominicana El Descanso de 1830, al sur de la actual ciudad de Rosarito, Baja California.